# Thyrsotarsa
Thyrsotarsa é um gênero de mariposa pertencente à família Acrolepiidae.